# Prototyphis paupereques
Prototyphis paupereques är en snäckart som först beskrevs av Powell 1974.  Prototyphis paupereques ingår i släktet Prototyphis och familjen Typhidae. Inga underarter finns listade i Catalogue of Life.